# Kingstown (Carolina del Nord)
Kingstown è un comune degli Stati Uniti d'America, situato in Carolina del Nord, nella contea di Cleveland. Conta 681 abitanti (dati 2010).